# St Bees
St Bees est un village côtier de la mer d'Irlande et une paroisse civile de Cumbria, situé dans le nord-ouest de l'Angleterre.

## Gouvernance
St Bees fait partie de la circonscription parlementaire britannique de Whitehaven and Workington (en).

## Galerie

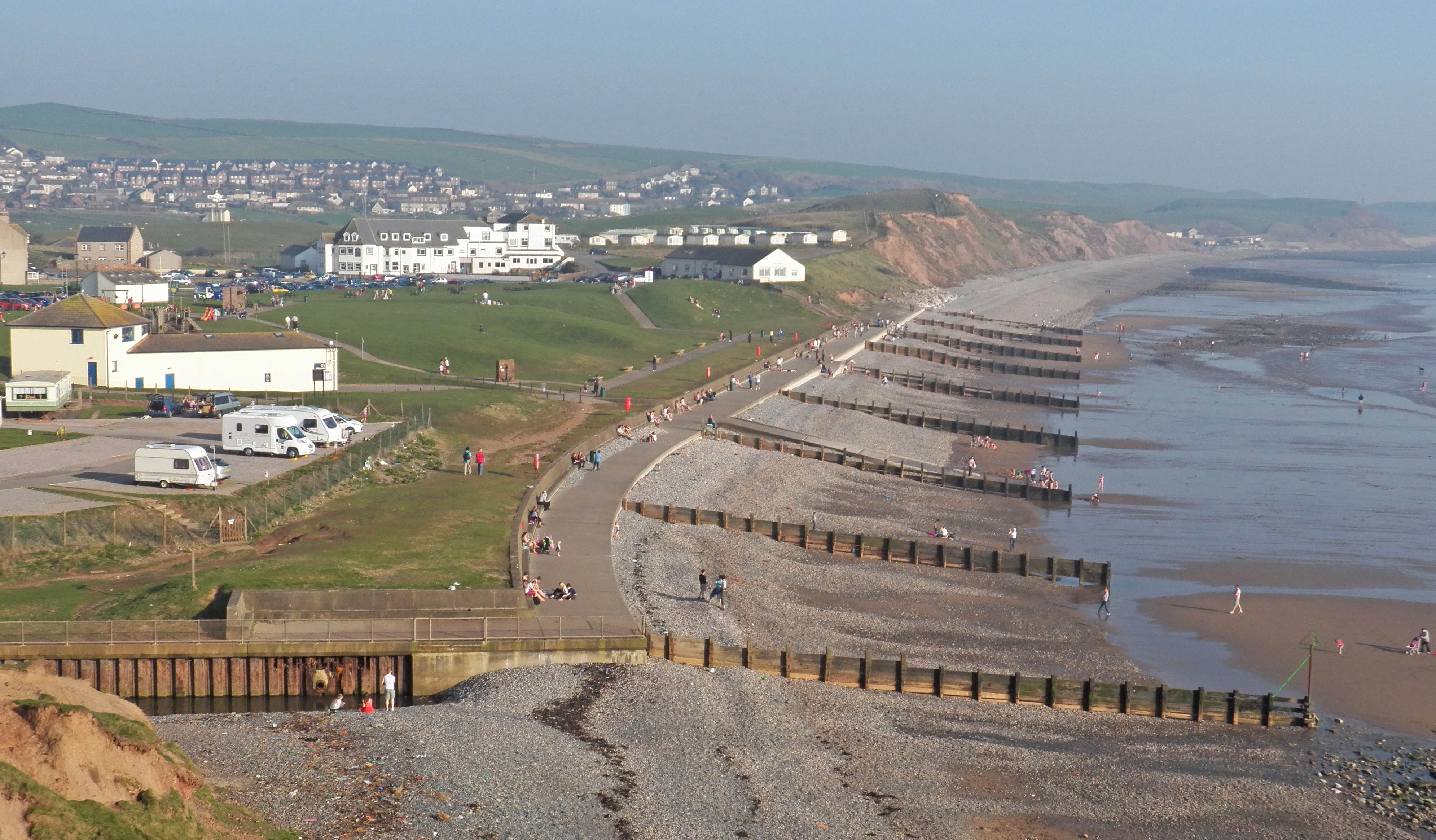
La promenade et la baie de St Bees (vue sud)
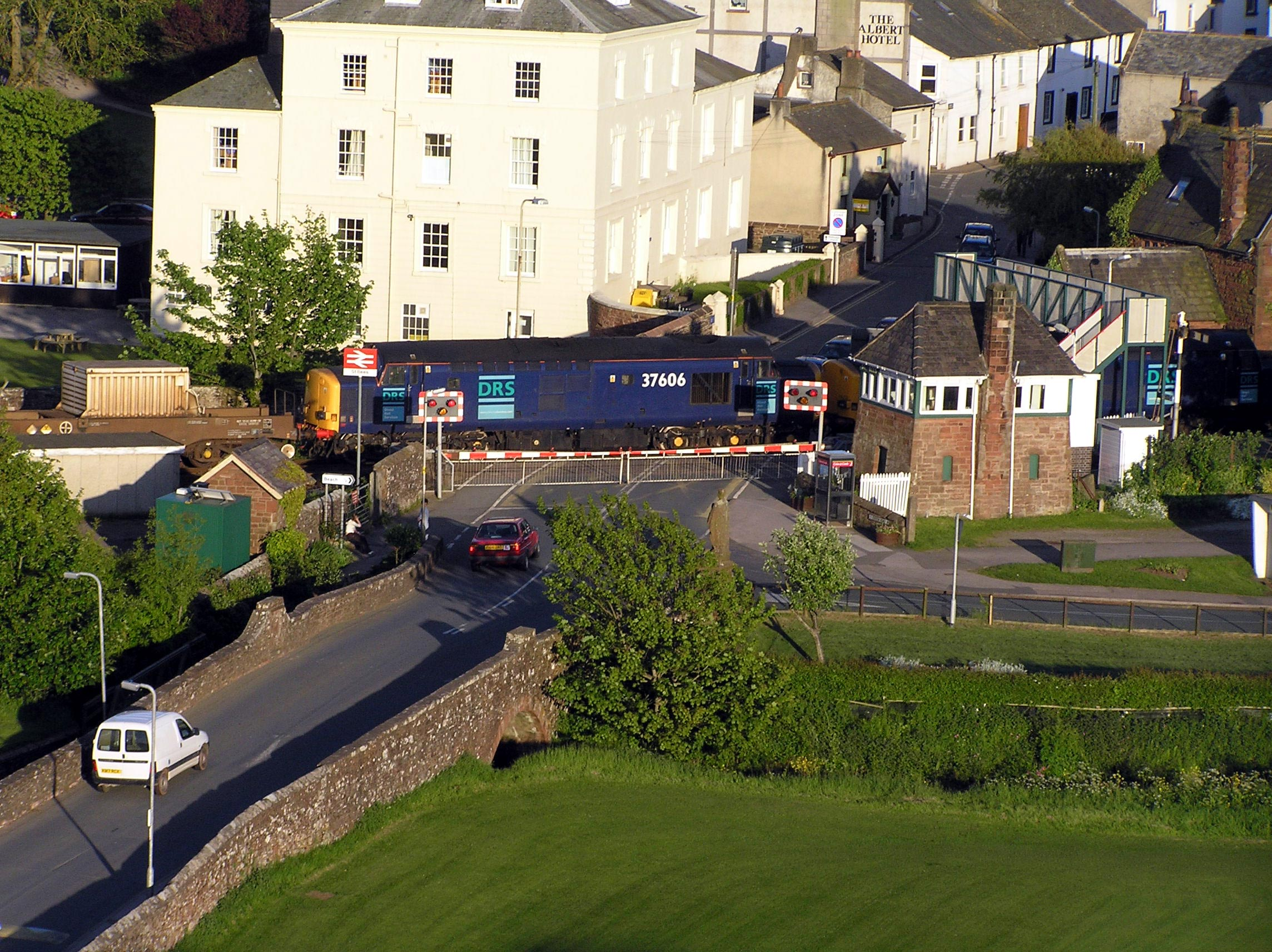
St Bees : gare ferroviaire du XIXe siècle et pont routier du XVIe siècle
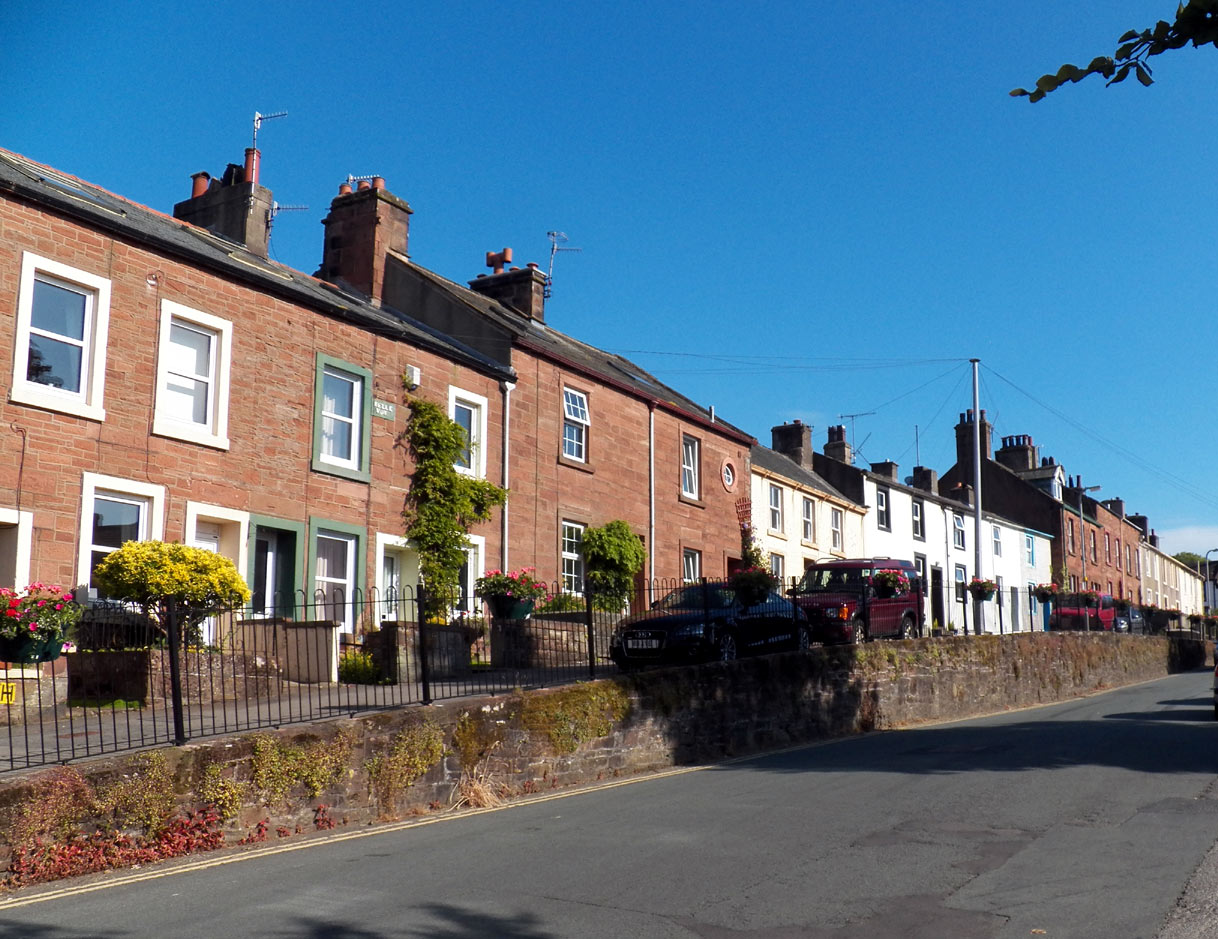
Mid Main Street
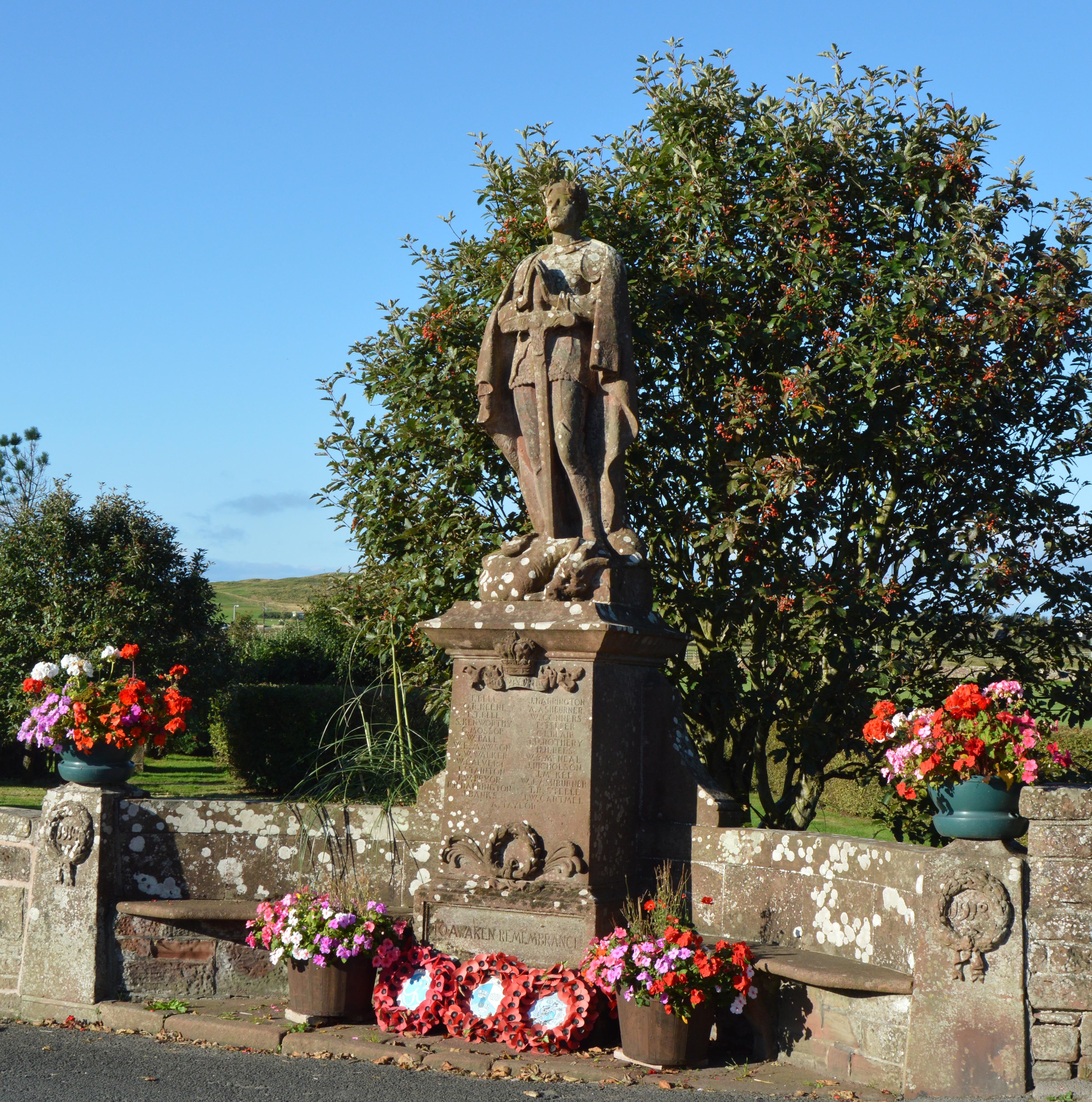
Mémorial de guerre de Saint-Georges et du Dragon
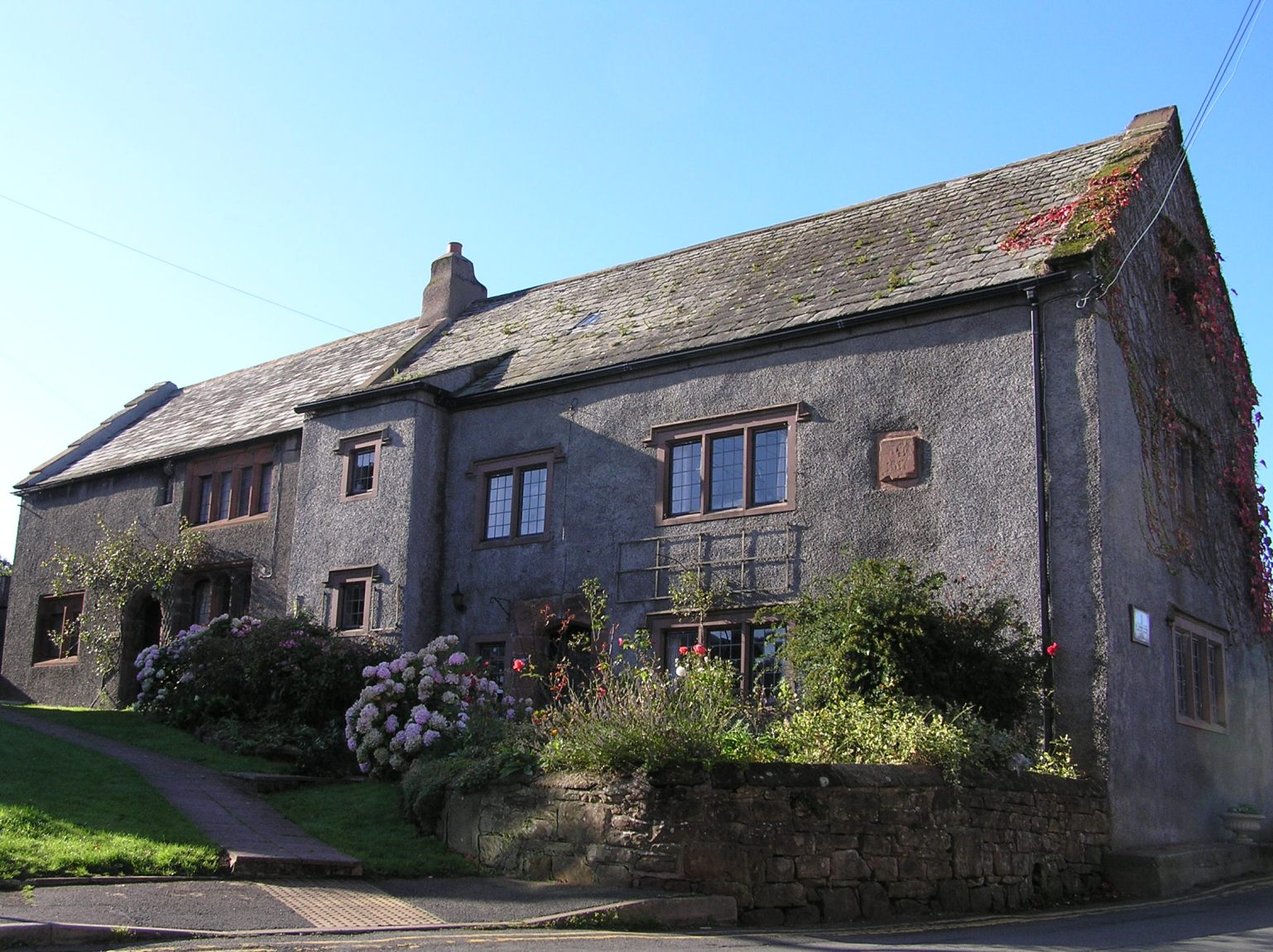
Lieu de naissance de l'archevêque Edmund Grindal, Cross Hill
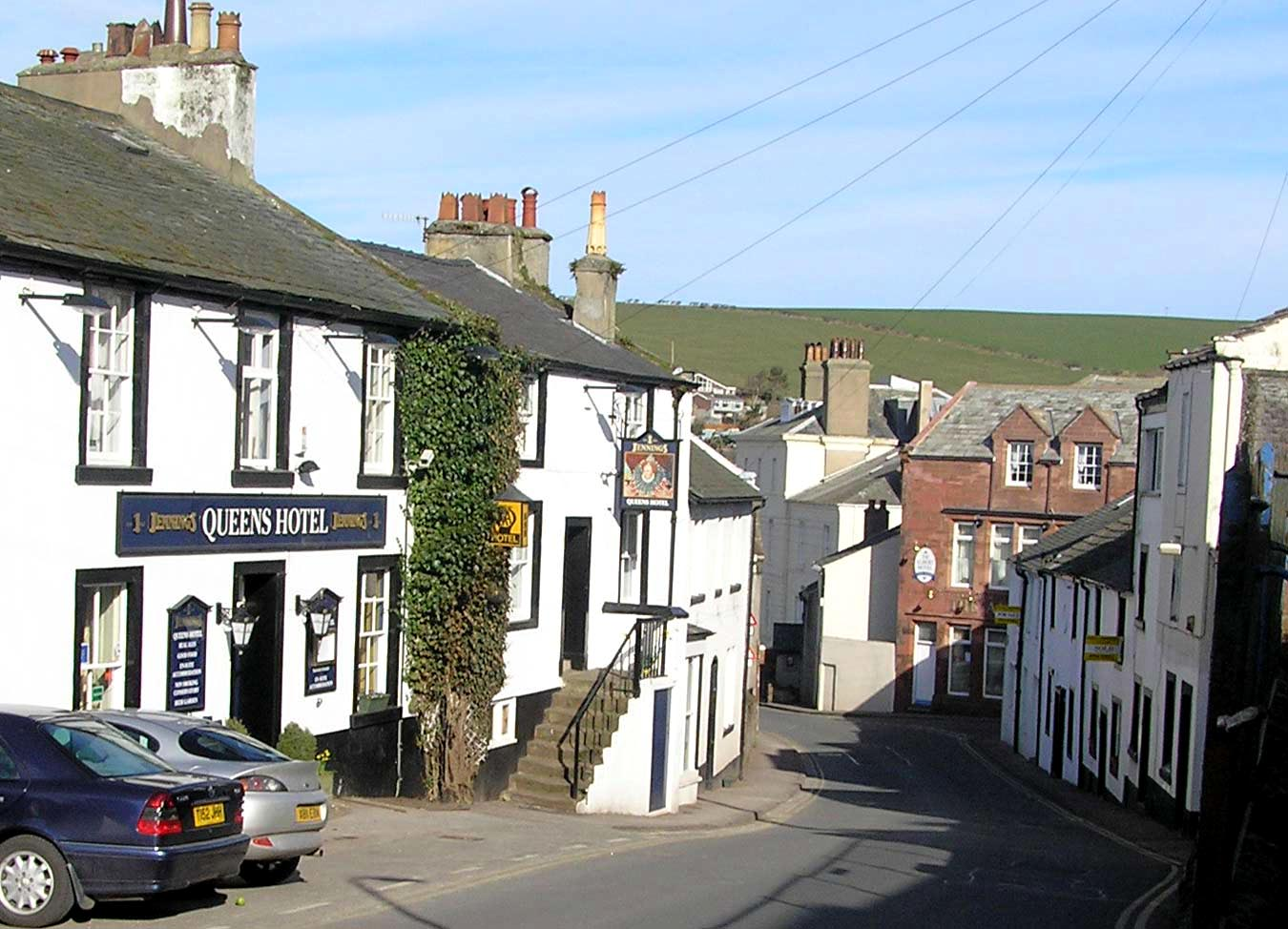
Rue principale vue vers le nord depuis Cross Hill
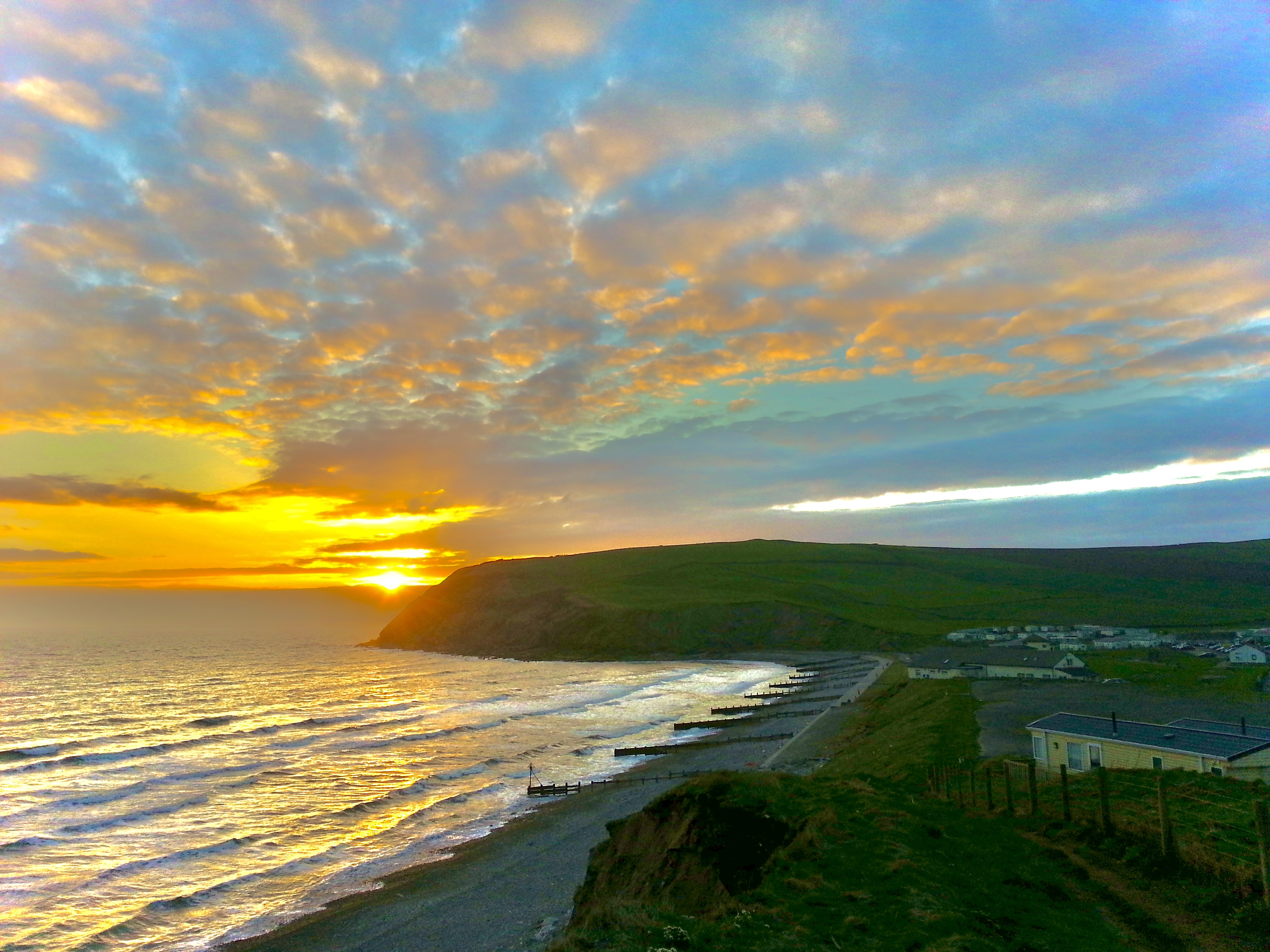
Vue de St Bees South Head au coucher du soleil
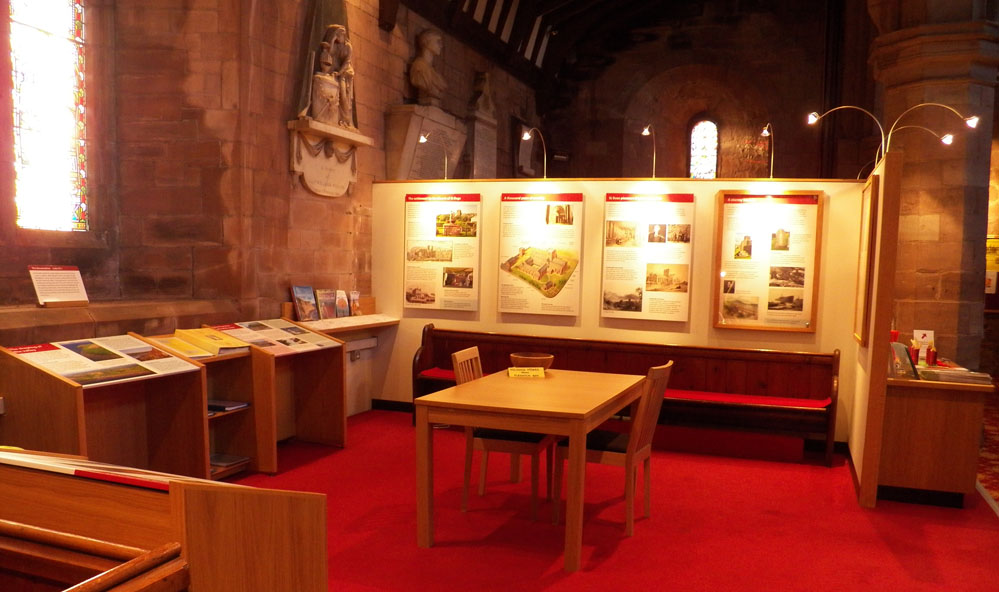
Exposition sur l'histoire du village au prieuré